# عبد الله بن أحمد العجيري
عبد الله بن أحمد العجيري (1868 - 3 أغسطس 1933) راوية وشاعر وقارئ سعودي. ولد في الحوطة من النجد. كان يحفظ الكثير من الحديث والأدب والشعر، ويرويها في المناسبات وكان مقلًّا في شعره. رافق الملك عبد العزيز آل سعود في الحرب النجدية الحجازية (1924-1925) ، والملك ومن معه على الإبل، وهو العجيري على راحلته يحاضرهم كل ليلةٍ ساعة‌ً أو ساعتين، واستمر على ذلك ثلاثًا وعشرين ليلةً، لم يُعِد في ليلةٍ ما ذكر قبلها. ولقد اشتهر بحسن تلاوة القرآن وعذوبة الصوت وكان حاضر البديهة، قوي الذاكرة وراوية حافظاً، حسن الصوت، جيد الإلقاء وخبيراً بدقائق فنون البلاغة. توفي في مسقط رأسه ودفن بها. 

## سيرته
ولد عبد الله بن أحمد العجيري سنة 1868 م / 1285 هـ في الحوطة من النجد أو يقال في حدود عام 1861 م/ 1278 هـ . حفظ القرآن على أبيه المقرئ الشيخ أحمد العجيري، ثم قرأ ودرس على طلبة العلم آنذاك في الحوطة، منهم سعد بن باز وغيره. رحل إلى الرياض ودرس على علمائها الفقه والتوحيد، ثم انتهى به المطاف في بلدة حائل وانتفع بكثير من علمائها، ثم ارتحل عن نجد وزار الكويت وعمان والأحساء والحجاز. وقابل علماء الخليج ومنهم أحمد الرجباني. 

تميز بالحفظ وعُرِف بسعة اطلاعه وكثرة محفوظاته في أدب واللغة. وكان يملك موهبة في الحفظ ودقة الاستظهار وحدة الذاكرة وسرعة الخاطر وحسن الاستشهاد، فأفاد من تلك الموهبة وأصبح يُعرف بين الناس بـالعجيري القارئ.

بعد أن برزت الدولة السعودية الثالثة، كان العجيري أول من قصد عبد العزيز آل سعود وصحبه بقية حياته وكان في مقدمة جنده، وشهد معظم فتوحاته وانتصاراته، وأصبح نديم له وقد اختاره الملك عبد العزيز ليكون بصحبته حضرا وسفرا ضمن مجموعة من العلماء والفقهاء ليأنس بهم في مجالسه وفي غزواته إبان توحيد المملكة.

رافق الملك عبد العزيز آل سعود في رحلته الأولى لفتح الحجاز ، والملك ومن معه على الإبل، وهو العجيري على راحلته يحاضرهم كل ليلةٍ ساعة‌ً أو ساعتين، واستمر على ذلك ثلاثًا وعشرين ليلةً، لم يُعِد في ليلةٍ ما ذكر قبلها. وكان يجيد ترتيل القرآن و«إذا تلا شيئا من كتاب الله ونحن في السفر صحبه جلالة الملك عبد العزيز أنصت الكل والتف الركب حول راحلته.» 

توفي في مسقط رأسه في 3 أغسطس 1933 م/ 12 ربيع الآخر 1352 هـ ودفن بها.  وقد نعته الجريدة الوحيدة في المملكة آنذاك أم القرى بكلمة تأبين، ورثاه صديقه الشاعر محمد بن عثيمين في قصيدة مطلعها:سَقَـى جَدَثًا وَارَى ابْنَ أَحْمَدَ وَابِل/مِـنَ الْعَـفْوِ رَجَّـاسُ الْعَشِيَّاتِ صَيّبُ. 